# 涂序瑄
涂序瑄（1900年12月26日—1970年），中華民國歷史學研究者，國立臺灣大學歷史學系第一位系主任。

## 學歷
日本東京高等師範學校（後來的東京教育大學，現在筑波大學）畢業，九州帝國大學文學部學士。

## 經歷
國立臺灣大學史學系教授兼主任。

## 著譯
與董鐸合著《臺灣省通志稿·政事志·制度篇》。
編譯《第二次世界大戰紀略》和阿伯特·海馬（Albert Hyma） 原著的《西洋上古史》和羅素原著的《權力論》等書。

## 解約停聘事件
1948年6月1日，莊長恭接任國立臺灣大學校長，7月1日發新學年聘書（8月1日起聘）時沒有續約的多位教員，7月7日在文學院集會，隨後到校長室請願。
7月8日莊校長發出通知，錢歌川免兼文學院院長，丁燮林教務長兼代文學院院長。
被解約的教員組成「國立臺灣大學解約返鄉教授聯誼會」，7月8日起到處請願，4位代表7月12日在台北市中山堂舉行記者招待會。
7月19日在中山堂開談話會，8位代表會後坐在莊校長宿舍前請願4小時。
涂前主任是主要的請願代表，開記者會、向莊校長、台灣省政府主席魏道明；中華民國教育部部長朱家驊請願。